# Sapirova–Whorfova hypotéza

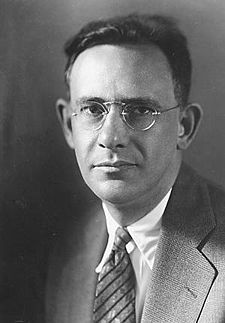
Edward Sapir, který přišel se Sapirovou-Whorfovou hypotézou

Sapirova–Whorfova hypotéza (SWH) je lingvisticko-antropologická hypotéza, podle níž je pojetí reálného světa vystavěno na jazykových zvyklostech určité komunity, jež pak předurčují výběr interpretace reality. Je jednou z historicky významných teorií psycholingvistiky, stala se neobyčejně populární i mimo jazykovědu a některé závěry z ní plynoucí, byť nepřesné, získaly téměř mytické rozměry.

## Vznik
S touto teorií vycházející z jazykového relativismu přišel americký strukturalistický lingvista Edward Sapir ve 30. letech 20. století. Nechal se inspirovat zjištěními svého učitele, proslulého antropologa Franze Boase, jenž si povšiml, že indiánské jazyky se značně odlišují od indoevropských dokonce i ve vyjadřování stejných reálií. Podle této teze žijí mluvčí různých jazyků – bez velké nadsázky – v různých světech. Se Sapirovou prací přišel do kontaktu Benjamin Lee Whorf, který za něj suploval na univerzitě, a následně jeho úvahy prohloubil a radikálně rozpracoval.
K dotvoření hypotézy pomohl Whorfovi především jeden z indiánských jazyků, hopi (hopijština), který srovnával s jazyky SAE (Standard Average European; termín pro vyspělé evropské jazyky zahrnující i češtinu). Whorf upozornil na to, že hopi oproti evropským jazykům vnímá svět jinak. Tento svět je i jinak uspořádán. Tomu odpovídají rozdíly jazykových kategorií. Důkazem je např. rozdílné vnímání času. Mluvčí jazyků SAE se orientují ve světě hlavně díky kategoriím času a prostoru, proto používají systém se třemi hlavními kategoriemi pro čas (minulý, přítomný, budoucí). Hopiové vidí svět převážně jako sled událostí, nepotřebují tedy kategorie tři, ale jen dvě (dřívější, pozdější).
I když hypotéza nese jména obou lingvistů, každý z nich měl jiný pohled na věc. Sapir vymyslel tzv. mírnou verzi hypotézy. Popisuje ji v knize Language: An Introduction to the Study of Speech (1921). Whorf zastával silnou verzi. Tu lze najít v souboru článků Language, Thought and Reality (vydal J. B. Caroll; 1956).
Sapirovu-Whorfovu hypotézu tvoří tyto tři tvrzení: 1) Myslet lze jen prostřednictvím jazyků. 2) Jednotlivé jazyky formují různé představy skutečnosti (např. představa o skutečnosti u mluvčích češtiny je vytvářena češtinou)  3) Každá představa skutečnosti, vzniklá prostřednictvím konkrétního jazyka, je jiná než ty ostatní.
Názor většiny antropologů a lingvistů na jejich závěry, jež vešly ve známost jako Sapirova–Whorfova hypotéza, je však dnes poněkud skeptický, protože myšlení není zcela redukovatelné pouze na jazyk a řada významů může být vyjádřena neverbálními či mimojazykovými prostředky jako je například mimika, posunky, umění, jazykový či situační kontext apod. Někteří se proti hypotéze stavěli také tvrzením, že obyvatelé jednoho státu v mnoha případech mluví různými jazyky, a přesto mají společnou kulturu.